# Franz Breithaupt
Franz Breithaupt, född 8 december 1880 i Berlin, död 29 april 1945 i Prien am Chiemsee, var en tysk SS-Obergruppenführer. Han var 1942–1945 chef för Hauptamt SS-Gericht, SS egen domstol och rättsväsen.
Breithaupt var 1932–1933 Heinrich Himmlers adjutant. År 1938 tjänstgjorde han inom SS-Hauptamt, SS huvudmyndighet. I februari 1943 satt han i rätten som dömde Hans och Sophie Scholl till döden. Breithaupt sköts till döds av sin chaufför, SS-Untersturmführer Karl Lang, den 29 april 1945.

## Befordringshistorik i SS
- Sturmbannführer: 1 december 1932 (inträdde i SS med denna tjänstegrad)
- Obersturmbannführer: 26 juli 1933
- Standartenführer: 15 november 1933
- Oberführer: 8 november 1934
- Brigadeführer: 9 november 1938
- Gruppenführer und Generalleutnant der Waffen-SS: 15 augusti 1942
- Obergruppenführer und General der Waffen-SS: 20 april 1945

## Utmärkelser
Första världskriget
- Järnkorset av andra klassen: 22 november 1914[1]
- Järnkorset av första klassen: 31 maj 1916[1]
- Ärekorset[1]
- Bayerska militärförtjänstorden av fjärde klassen med svärd: 22 februari 1915[1]
- Friedrich-Kreuz: 25 november 1915
- Krigsförtjänstkorset: 4 mars 1916[1]
- Hohenzollerska husordens riddarkors med svärd: 9 juni 1917
- Militärförtjänstkorset av andra klassen: 1 september 1917[1]
- Såradmärket i svart och silver: 10 augusti 1918[2]

Mellankrigstiden
- SS-Ehrenring (Totenkopf)[2]
- SS Hederssvärd: 9 november 1935[2]
- NSDAP:s tjänsteutmärkelse i brons[2]
- Sachsisk-ernestinska husordens kommendörskors med svärd: 1 december 1935[1]
- SS-Julleuchter: 16 december 1935[2]
- Tyska Olympiska Hederstecknet av första klassen: 16 augusti 1936[2]
- Anschlussmedaljen (Die Medaille zur Erinnerung an den 13. März 1938): 25 december 1938)

Andra världskriget
- Storofficerkorset av Kejserliga manchuriska orden: 17 januari 1941[2]
- Krigsförtjänstkorset av andra klassen med svärd: 1 maj 1942
- Krigsförtjänstkorset av första klassen med svärd: 30 januari 1943
- Kommendör av Ungerska förtjänstorden: 30 juli 1942[2]
- Tyska välfärdsmedaljen av andra klassen: 30 januari 1943[2]